# آزادراه ام۱۱

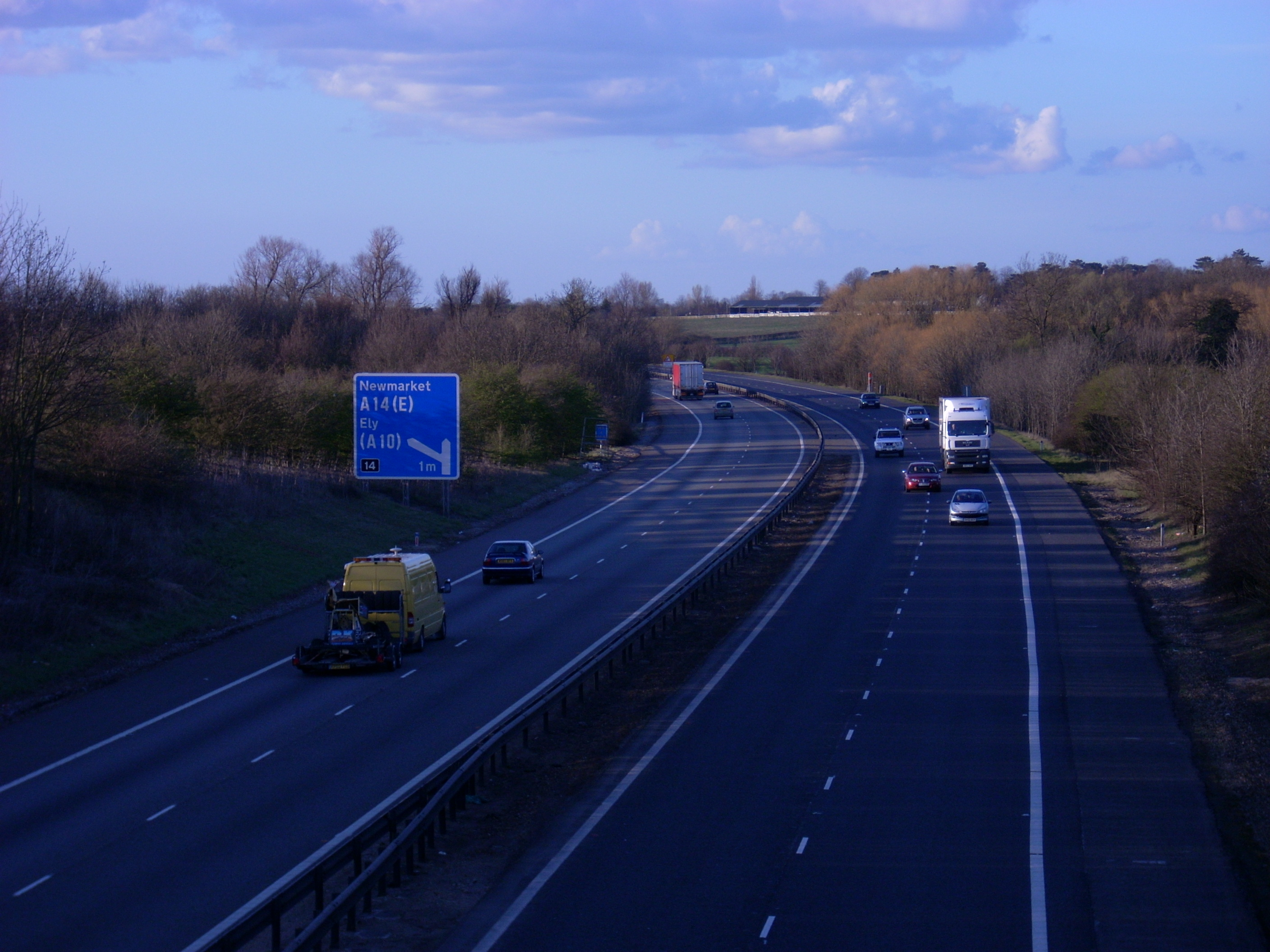
آزادراه ام۱۱ در شمال کمبریج

آزادراه ام۱۱ یک آزادراه شمال به جنوب در حال ساخت در کشور انگلستان است.
این آزادراه در حال حاضر ۸۸.۵ کیلومتر (۵۵ مایل) مسافت دارد و از شمال لندن تا شهر گیرتون در شهرستان کمبریج‌شایر ادامه دارد.